# توني نيومان
توني نيومان (بالإنجليزية: Tony Newman)‏ هو موسيقي بريطاني، ولد في 17 مارس 1943 في ساوثهامبتون في المملكة المتحدة.

## وصلات خارجية
- توني نيومان على موقع IMDb (الإنجليزية)
- توني نيومان على موقع ميوزك برينز (الإنجليزية)
- توني نيومان على موقع أول ميوزيك (الإنجليزية)
- توني نيومان على موقع ديسكوغز (الإنجليزية)